# Port lotniczy Sherbro
Port lotniczy Sherbro (ang. Sherbro Airport, IATA: BTE, ICAO: GTBN) – port lotniczy zlokalizowany w Bonthe, w Sierra Leone. Jego operatorem jest Sierra Leonean Airports Authority.